# Arvicola jacobaeus
Arvicola jacobaeus es una especie extinta de mamífero placentario del orden de los roedores, suborden de los miomorfos, superfamilia de los muroideos,  familia de los cricétidos y subfamilia de los arvicolinos, una de las integradas en el género Arvicola.

## Descripción
Se trata de una rata de agua de 18 a 22 cm de longitud, con una cola de 10 a 14 cm, y de entre 155 y 300 g de peso. El equipo de investigación que la descubrió confirmó que se trataba de la rata de agua más antigua, de 1,2 millones de años de antigüedad.

## Historia
La especie fue descrita en 2020 por los investigadores Gloria Cuenca-Bescós, de la Universidad de Zaragoza, 
Jordi Agustí, del Institut Català de Paleoecologia Humana i Evolució Social de Tarragona, Jaime Lira, de la Universidad Complutense de Madrid y María Melero Rubio, de la Universidad de Zaragoza.
Este descubrimeinto fue el resultado del hallazgo de un total de 121 piezas dentarias fosilizadas en el yacimiento paleontológico pleistocénico de Atapuerca.

## Nombre específico
Su nombre específico proviene del trecho del Camino de Santiago que atraviesa la sierra de Atapuerca y, así mismo, en honor al símbolo por excelencia de los peregrinos: una de las especies de vieiras, Pecten jacobaeus (Linnaeus, 1758).

### Otros artículos
- Cricétidos
- Arvicolinae
- Arvicola

- Datos: Q89039621